# Maechu
maechu（まえちゅう、1978年11月19日 - ）は、日本の男性声優。東京都出身。旧名：前田 俊文（まえだ としふみ）。ソレモ所属。以前はTABプロダクション、ケッケコーポレーションに所属していた。劇団獣申のメンバーとして活動していた。

## 出演作品

### テレビアニメ
2003年
- なるたる（隊員C）

2006年
- 護くんに女神の祝福を!（ジロー）

### OVA
- OVA ToHeart2
- 不思議発見!アメリゴさん（太志）

### ゲーム
- グリムグリモア（カルヴァドス）
- スペクトラルジーン
- 絶体絶命都市2 -凍てついた記憶たち-（根岸）
- NOISE―voice of snow―（カルヴァン）
- フェアリーフェンサー エフ（セグロ[2]）
- フェアリーフェンサー エフ ADVENT DARK FORCE（セグロ[3]）
- Halo 3
- ボクの彼氏はジュリエット（有沢怜一郎）

### ラジオドラマ
- ことと ふたりこと（ドド）

### ドラマCD
- 禁断の甘い果実（生徒2）
- 月夜に恋する盗賊さん（夜警）
- デ・ジ・キャラットにょ（スタッフ、司会者A、トナカイ 他）
- 棺担ぎのクロ。〜懐中旅話〜（船乗り1）
- 何処へ行くの、あの日PS2版特典ドラマCD (国見恭介)